# مسجد مولانا
مسجد مولانا مربوط به دوره قاجار است و در بابل، خیابان حاج آقا روحانی واقع شده و این اثر در تاریخ ۲۴ اسفند ۱۳۸۳ با شمارهٔ ثبت ۱۱۵۳۰ به‌عنوان یکی از آثار ملی ایران به ثبت رسیده است.